# Lukás Papadimos
Lukás Dimitrios Papadimos (en griego: Λουκάς Δημήτριος Παπαδήμος; nacido el 11 de octubre de 1947 en Atenas), también conocido como Lukás Papademos, es un economista y político griego, fue primer ministro de Grecia en un gobierno de coalición.
Fue economista jefe del Banco de Grecia desde 1985 hasta 1993, tras lo cual ejerció como vicegobernador hasta convertirse en gobernador en 1994, cargo que mantuvo hasta el 5 de mayo de 2002.
También ocupó el cargo de vicepresidente del Banco Central Europeo, bajo el mandato de Jean-Claude Trichet. Actualmente imparte clases en la Universidad de Harvard como profesor visitante.

## Biografía

### Infancia y formación
Lukás Papadimos nació en Atenas, aunque sus padres procedían del pueblo de Desfina, situado en la zona sur de Fócida. Estudió en la Universidad de Atenas donde se graduó en Economía, para posteriormente acudir al Instituto Tecnológico de Massachusetts, donde obtuvo un grado en Física en 1970 y dos años después obtuvo un máster en Ingeniería Electrónica. En dicha institución también se doctoró en Económicas en 1978.
Desde 1975 y hasta 1984 impartió clase de economía en la Universidad de Columbia y desde 1988 hasta 1993 en la Universidad de Atenas. Actualmente imparte clases en la Universidad de Harvard como profesor visitante.

### Banco Central Europeo
Fue economista jefe del Banco de Grecia desde 1985 hasta 1993, tras lo cual ejerció como vicegobernador hasta convertirse en gobernador en 1994, cargo que mantuvo hasta el 5 de mayo de 2002. Desde 2002 hasta 2008 fue vicepresidente del Banco Central Europeo, bajo el mandato de Jean-Claude Trichet. 

### Primer ministro de Grecia
En plena crisis financiera, su nombre sonó con fuerza como ministro de Finanzas, pues ya desde el año 2010 colaboraba como asesor externo del gobierno heleno. Aun así, finalmente el presidente Papandreu optó por el hasta entonces titular de defensa, Evangelos Venizelos, para este cargo.
A principios de noviembre de 2011 su nombre volvió a la actualidad como posible sucesor de Papandreu. Los rumores de dimisión del primer ministro se acentuaron tras provocar convulsiones en los mercados al anunciar que sometería a referéndum la decisión de aceptar o no el segundo plan de rescate propuesto por la Cumbre de la Unión Europea, el BCE y el FMI, que anteriormente ya había sido pactado. La propuesta de consulta popular finalmente fue retirada tras las presiones por parte de la UE, especialmente de la canciller alemana Angela Merkel y el presidente francés Nicolás Sarkozy. Ante el simple rumor de que Papadimos podía sustituir al entonces primer ministro, junto con la perspectiva de la inminente dimisión de Silvio Berlusconi como jefe del gabinete italiano, las bolsas europeas reaccionaron con subidas generalizadas en sus índices.
Finalmente, tras la dimisión de Papandreu, el partido socialista PASOK, el partido conservador Nueva Democracia y el partido ultraderechista LAOS que juntos contaban con 254 escaños de los 300 escaños del Legislativo, apoyaron por amplia mayoría absoluta la designación de Lukás Papadimos como primer ministro, al mando de un gobierno transitorio de coalición nacional, que tendría como objetivo aprobar las medidas económicas urgentes que necesita el país para recibir el segundo tramo del rescate de la Unión Europea y la quita de la mitad de su deuda externa. Por su parte, el Partido Comunista de Grecia y la Coalición de la Izquierda Radical rehusaron participar en las negociaciones para consensuar el nuevo mandatario, mostrando su total oposición a lo que denominaron una "coalición negra".
Según lo acordado por la mayoría parlamentaria, el gobierno de Papadimos tendría lugar hasta la próxima celebración de elecciones anticipadas, probablemente en febrero de 2012.
Según los sondeos realizados un día después de la toma de posesión del nuevo primer ministro, el 73% de la población confía en que la designación de Lukás Papadimos saque al país de la crisis y lo aleje de la quiebra. El 42% de los encuestados afirmaron que el nuevo gobierno le inspira «confianza» y el 78,6% que se siente «más protegido». Tan sólo un 7,6% expresaron su disconformidad por la presencia del partido de extrema derecha LAOS en el ejecutivo de unidad nacional, siendo la primera vez que la extrema derecha forma parte de un gobierno griego desde la Dictadura de los Coroneles que fue depuesta en 1974.
Finalmente, el 29 de noviembre de 2011, dieciocho días después de su nombramiento como primer ministro, el sexto tramo del rescate ofrecido por la Unión Europea para sanear la economía griega, de 8000 millones de euros, fue desbloqueado en una reunión extraordinaria de los jefes de Estado de la eurozona.
El 12 de febrero de 2012 el parlamento votó a favor del nuevo plan de ajuste, para evitar la quiebra, mientras miles de personas se manifestaban en contra de los recortes que ello supondría a las puertas del edificio. Durante la noche, Yorgos Papandreu, expulsó de su formación a 23 diputados que se negaron a votar a favor de los recortes o se abstuvieron. Por su parte, Antonis Samaras, del conservador Nueva Democracia (ND), decidió expulsar a otros 21 parlamentarios.
El Gobierno contaba hasta entonces con 252 parlamentarios, pero ya el día 10 los diputados de extrema derecha del Laos decidieron abandonar la coalición con Pasok y ND. Con esta purga de los dos principales formaciones, Papadimos cuenta ahora con el apoyo de 194 de los 300 escaños de la Cámara.

Dejó el cargo el 16 de mayo de 2012 después de que ningún partido obtuviera mayoría absoluta y se convocarán nuevas elecciones para junio.[cita requerida] Fue sucedido por Panagiotis Pikramenos

### Explosión de su coche en 2017
El 25 de mayo de 2017, sufrió un atentado al abrir una carta bomba que se entregó estando en su coche, quedando herido él, el chófer, un guardaespaldas y un exmandatario del Banco Central Europeo.